# Dig-Dig-Joy
Dig-Dig-Joy é o sexto álbum de estúdio da dupla brasileira Sandy & Junior, lançado em outubro de 1996, através da gravadora PolyGram. Considerado um trabalho de transição, cujo lançamento ocorreu enquanto eles tinham 12 e 13 anos de idade, assegurou o "status de ídolos teen" que viria a se consolidar com os álbuns posteriores. As letras abordam tanto temas relacionados ao universo dos adolescentes como também canções de cunho social. A sonoridade, por sua vez, é influenciada pelo pop, country, rock e dance, alguns dos estilos que eles já haviam explorados em algumas de suas produções anteriores.
A divulgação de Dig-Dig-Joy contou com uma turnê e apresentações em um número substancial de programas. Quatro canções foram utilizadas como singles: "Etc... e Tal", "Dig-Dig-Joy", "Não Ter" e "Férias de Julho", para cada uma delas foi feita um videoclipe, exibidos na televisão e incluídas em VHS. A PolyGram também enviou as rádios um single promocional da canção "Dias e Noites". A recepção do público foi favorável, teve pré-vendas de 200 mil cópias e totalizou com vendas em torno de 700 mil cópias, fato que corroborou para tornar-se o maior sucesso da carreira fonográfica da dupla, até o lançamento de Sonho Azul.

## Antecedentes e desenvolvimento
Após o sucesso e divulgação do antecessor, Você É D+, de 1995, que vendeu mais de 450 mil cópias, a gravadora PolyGram resolveu que era hora de investir em mais um lançamento, seguindo com canções que tivessem a ver com a realidade dos artistas, então com 13 e 12 anos (Sandy e Junior Lima, respectivamente). Dig-Dig-Joy marca a transição da dupla para um repertório mais pop e adolescente. Segundo Sandy "A mudança de disco para disco foi natural. Hoje nossa canção tem um lado mais juvenil. A música foi crescendo com a gente. Não podemos ficar para trás". Durante o processo de gravação, Junior, que estava na puberdade, precisou do acompanhamento de um fonoaudiólogo, para conseguir lidar com a mudança na voz.
A seleção do repertório foi feita pelo pai e também produtor, Xororó, e pela mãe, Noely, e aprovada pela dupla antes de começar a ser gravada. Entre as faixas, existem versões em português de algumas canções conhecidas, tais como: "Como um Flash" ("Flashdance... What a Feeling", da cantora Irene Cara e trilha sonora do filme Flashdance, de 1983), "Etc... e Tal" ("Any Man of Mine", da cantora Shania Twain, do álbum The Woman in Me, de 1995) e "Dias e Noites" ("We've Got Tonite", cantada em forma de dueto por Kenny Rogers e Sheena Easton, em 1983).
A ideia de gravar "Não Ter", surgiu por acaso: em uma viagem de férias a Sandy cantou a canção de Laura Pausini, enquanto estava no carro junto com seus pais, que elogiaram a voz da cantora e acharam que combinava com a música. A partir disso foi selecionada para possivelmente entrar no que seria o sexto disco da carreira.
A faixa-título tornou-se uma de suas canções mais conhecidas, segundo o compositor Rick Azevedo, a frase "dig dig joy" data de quando ele jogava no Palmeiras, na adolescência. No aquecimento, os jogadores a repetia e faziam o que dizia alguns dos versos da composição: "O primeiro faz um gesto/ Pro segundo imitar/ Daí por diante é que o bicho vai pegar/ O lance é se ligar no que o do lado fizer/ E cada um copia da maneira que puder". A melodia e a letra foram feitas após o produtor Feio dizer que precisava de uma música e o pai de Azevedo sugeriu fazer uma música com a brincadeira.

## Lançamento e promoção
O lançamento ocorreu em 1996. Para promovê-lo foram feitas apresentações em TV e rádio, além de videoclipes para os quatro singles lançados: Não Ter, Dig Dig Joy, Férias de Julho e "Etc... e Tal". O videoclipe de "Dig-Dig-Joy" foi gravado em Campinas, São Paulo, lugar onde viviam os irmãos. Marca a primeira vez que o Junior aparece sem o mullet. A PolyGram também enviou as rádios um single promocional da canção "Dias e Noites", mas a música não ganhou videoclipe e nem foi cantada na TV, durante a divulgação.
Um show na casa de espetáculos, Olympia, em São Paulo, foi gravado em 12 de outubro de 1996 e transmitido como especial em várias emissoras no decorrer dos anos, como SBT, BAND e Manchete.[carece de fontes?]
A gravadora PolyGram, lançou o primeiro VHS da dupla, que recebeu o mesmo título de uma coletânea de maiores sucessos, lançada em 1996: Os Grandes Sucessos De Sandy & JR. Reúne os videoclipes lançados até então, entrevistas, bastidores, e o show. O lançamento ocorreu em 1997. Em 1999, foi relançado também em VHS, com o título de Vem Dançar Com A Gente!, em uma parceria da revista Shopping com a gravadora Universal Music. Essa versão não incluí todo o material do primeiro lançamento. A Universal relançou, novamente, em 2002, parte do material em um VHS intitulado Vamos Pular! Com Sandy & Junior.
Após ouvir o álbum, o tenor italiano Andrea Bocelli concordou em fazer um dueto com a cantora na versão da canção "Vivo per Lei" ("Vivo por Ela") que aparece na versão em espanhol de Romanza, de 1997.

## Recepção crítica
| Críticas profissionais | Críticas profissionais |
| Avaliações da crítica  | Avaliações da crítica  |
| Fonte                  | Avaliação              |
| ---------------------- | ---------------------- |
| Revista Fórum          | Favorável              |

As resenhas da crítica especializada em música foram favoráveis. Para Ivisson Cardoso, da revista Fórum, o álbum Dig-Dig-Joy rendeu à dupla o "status de ídolos teen, fazendo a transição da música infantil para a música pop". Segundo ele: "“Não Ter” levantou os olhos de muita gente pela transição vocal da Sandy, que ganhara mais cor, fruto da maturidade que já se acentuava". Ele ainda destacou os temas abordados no disco, que apresenta canções românticas e de teor social: "[...] fez muita gente dançar, porém não deixou que ninguém se esquecesse de cumprir seus papéis de cidadão de forma consciente."

## Lista de faixas
Créditos adaptados do lançamento em CD Dig Dig Joy, de 1996.
| N.º            | Título                    | Compositor(es)                                                         | Duração |  |
| 1.             | "Etc... e Tal"            | Shania Twain Robert John "Mutt" Lange Darci Rossi 1                    | 3:24    |  |
| 2.             | "Como Um Flash"           | Giorgio Moroder Keith Forsey Irene Cara Álvaro Socci 1 Cláudio Matta 1 | 3:42    |  |
| 3.             | "Eu Vou Te Namorar"       | Joel Marques Maracai Xororó                                            | 3:52    |  |
| 4.             | "Golpe Certo"             | Mu Carlos Colla                                                        | 3:30    |  |
| 5.             | "Dias e Noites"           | Bob Seger Rossi 1                                                      | 3:54    |  |
| 6.             | "Férias de Julho"         | Feio Reinaldo Barriga                                                  | 3:05    |  |
| 7.             | "Quero Saber"             | Paulo Henrique Lincoln Olivetti                                        | 4:04    |  |
| 8.             | "Dig-Dig-Joy"             | Feio Rique Azevedo                                                     | 3:26    |  |
| 9.             | "Não Ter"                 | Federico Cavalli Pietro Cremonesi Angelo Valsiglio Claudio Rabello 1   | 4:52    |  |
| 10.            | "Jambalaya"               | Hank Williams Edgard Poças 1                                           | 2:56    |  |
| 11.            | "Me Apaixonei"            | Carlos Randall Danimar Alexandre                                       | 3:11    |  |
| 12.            | "Mala Sem Alça"           | Renato Ladeira Roberto Lly Noely                                       | 3:19    |  |
| 13.            | "Mamãe Não Me Falou"      | Robert Byrne Eddie Burton Tommy Dennis Rossi 1                         | 3:02    |  |
| 14.            | "Cada Coisa Em Seu Lugar" | Socci Matta                                                            | 3:21    |  |
| Duração total: | Duração total:            | Duração total:                                                         | 49:38   |  |

- 1 Compositor da versão em português

## Ficha técnica
- Fontes:[21][13]

- Uma produção PolyGram dirigida por Xororó, exceto "Quero Saber", dirigida por Aloysio Legey
- Direção artística: Max Pierre
- Assistentes de produção: Noely e Feio
- Arranjos e regências: Julinho Teixeira, Feio e Barriga
- Arregimentação: Grimaldi e Feio
- Gravado nos estúdios Artmix Studios (SP); Mosh Studios (SP); MM Studios (Campinas, SP); Caverna (RJ) e Cia. dos Técnicos (RJ)
- Técnicos: Guto Campos (Artmix); Sidney Garcia e Silas Godoy (Mosh); André Mais (MM); Flávio Senna (Cia. dos Técnicos) e Roberto Lly (Caverna)
- Assistentes: Alexandre Soares e Edgar (Artmix); Alex (Mosh); Carlos Kyups e Márcio Sinistro (Cia. dos Técnicos); Carlinhos (Caverna)
- Mixado nos Estúdios da Som Livre por Jorge "Gordo" Guimarães
- Assistentes: "Mongo" e "Mad Dog"
- Masterizado na Visom Digital (RJ) por Luiz Tornaghi
- Fotos: Richard Romero
- Figurinos: Mel & Hortelã
- Projeto Gráfico: Planeta Digital (Diagramação, Montagem e Finalização)
- Direção de arte: Gê Alves Pinto

### Músicos participantes
- Fernando Nunes e Luiz Gustavo Garcia: baixo
- Sérgio Carrer (Feio): guitarra, violão, banjo, percussão, programações e vocais
- Kiko: guitarra e violão
- Reinaldo Barriga: violão
- Adair: steel-guitar
- Maguinho Alcântara, Cesinha e Serginho Herval: bateria
- Julinho Teixeira, João Luiz e Roberto Lly: teclados e programações
- Lincoln Olivetti e Paulo Henrique: programações em "Quero Saber"
- Marcelo: percussão
- Jurema, Ana Leuzinger, Bettina Graziani, César Manaças, Noely, Soninha, Ângela e Ringo: vocais de apoio

## Desempenho comercial
Lançado em outubro de 1996, Dig-Dig-Joy teve cerca de 200 mil cópias vendidas na pré-venda. Em reportagem do jornal A Tribuna, de 19 de novembro do mesmo ano, afirmou que 300 mil cópias já haviam sido vendidas até aquela data. Estima-se que ultrapassou 700 mil cópias vendidas.
A Pro-Música Brasil (PMB) (antiga ABPD), auditou as cem primeiras mil cópias levadas as lojas, e o certificou como disco de ouro, em 1997.

### Certificações e vendas
| Região                     | Certificação | Vendas  |
| -------------------------- | ------------ | ------- |
| Brasil (Pro-Música Brasil) | Ouro         | 700,000 |